# Ганс Бунтебардт
Ганс Бунтебардт (нім. Hans Buntebardt; 13 березня 1892 — 10 вересня 1918, Північне море) — німецький офіцер-підводник, оберлейтенант-цур-зее кайзерліхмаріне.

## Біографія
1 квітня 1911 року вступив на флот. Учасник Першої світової війни. З 10 червня 1918 року — командир підводного човна SM UB-83. 10 вересня 1918 року човен був потоплений біля Оркні глибинними бомбами британського есмінця «Офелія». Усі 37 членів екіпажу загинули.

## Звання
- Морський кадет (1 квітня 1911)
- Фенріх-цур-зее (15 квітня 1912)
- Лейтенант-цур-зее (3 серпня 1914)
- Оберлейтенант-цур-зее (26 квітня 1917)

## Нагороди
- Залізний хрест 2-го і 1-го класу
- Ганзейський хрест (Гамбург)